# مايكل أو. ديلون
مايكل أو. ديلون (بالإنجليزية: Michael Dillon)‏ هو عالم نبات أمريكي، ولد في 1947.